# Rajcsányi János
Rajcsányi János (névváltozat: Raicsani; Nyitra, 1671. június 23. – Nagyszombat, 1733. március 12.) bölcseleti és teológiai doktor, Jézus-társasági áldozópap és tanár, Raicsáni György öccse.

## Életútja
1688. október 17-én lépett a rendbe. Miután tanulmányait befejezte, pappá szentelték. Matematikát, bölcseletet és teológiát tanított több helyen. Kolozsvárott rektor volt és a betegeket látogatta, vígasztalta.

## Művei
- Itinerarium Athei, Ad Veritatis Viam Deducti; In quo Atheizantium objectae nebulae lucidissimo veritatis Sole disperguntur. Opusculum non minus curiosum, quam fructuosum, argumentis tam sacris, quam profanis et a Naturae lumine petitis stabilitum; In Gratiam Erroneourum Spirituum, Quorum Principium, Oblivio Dei; Medium: Vita Scelerata: Finis: Gehenna. In Xenium Oblatum ... M. DCC. IV. Sodalitatis CXXXV. Viennae, 1704 (németül: Ujabb kiadása. Passavii, 1710, és Nagyszombat, 1737, szintén névtelenül)
- Opusculum de vera et falsa fidei regula, in quo ostenditur, nihil posse fide divina credi, nihil in rebus fidei controversis decidi, nisi ad ecclesiae sensum, et traditionem recurratur. Cassoviae, 1723 (Nagyszombat, 1731 és 1745. Magyarul: Az igaz és nem-igaz hitnek próba-köve ... Nagyszombat, 1724)
- Signa ecclesiae, seu via facilis in notitiam ecclesiae a Christo institutae perveniendi proposito. Cassoviae, 1725 REAL-R
- Peregrinus catholicus, de peregrina unitaria religione discurrens. Uo. 1726 (Magyarul: Utazó s a jövevény unitárius vallásról beszélgető katholikus. Kolozsvár, 1770)
- Viator christianus ad coelestem patriam per exercitia spiritualia directus. Tyrnaviae, 1729. Pars secunda: Discursus ascetici ... Pars, tertia: Considerationes ... (Újabb kiadása: In congregatos Tyrnaviae sub titulo natae reginae angelorum sodales anno rep. salutis 1752. distributus. Uo.)
- Fides salutaris soli religioni romano-catholicae propria, seu demonstratio, in qua ostenditur, a nemine posse elici salutarem actum fidei, extra religionem romano catholicam. Uo. 1731
- Commenta adversus sanctam catholicam ecclesiam, pridem ab aliis detecta, denuo exposita & refutata a ... Cassoviae, 1745